# 2011 en Suisse
Chronologie de la Suisse
- 2007
- 2008
- 2009
- 2010
- 2011
- 2012
- 2013
- 2014
- 2015

2009 par pays en Europe - 2010 par pays en Europe - 2011 par pays en Europe - 2012 par pays en Europe - 2013 par pays en Europe
2009 en Europe - 2010 en Europe - 2011 en Europe - 2012 en Europe - 2013 en Europe 

## Gouvernement au1erjanvier 2011
- Conseil fédéral[1]:
  - Micheline Calmy-Rey, (PS/GE), présidente de la Confédération
  - Eveline Widmer-Schlumpf, (PBD/GR), vice-président de la Confédération
  - Doris Leuthard, (PDC/AG)
  - Ueli Maurer, (UDC/ZH)
  - Didier Burkhalter, (PLR/NE)
  - Johann Schneider-Ammann, (PLR/BE)
  - Simonetta Sommaruga, (PS/BE)

## Faits marquants

### Janvier
- 30 janvier : Disparition inquiétante des jumelles suisses Alessia et Livia Schepp (elles étaient enlevées par leur père Matthias Schepp entre Saint-Sulpice (Suisse) et la Corse (France)). Les corps des jumelles suisses Alessia et Livia Schepp ont mystérieusement disparu malgré les recherches des polices suisse, française et italienne, et leur père Matthias Schepp (qui a envoyé à son épouse Irina Lucidi, mère des 2 disparues, une lettre disant que ses jumelles reposent en paix et qu'elle ne les reverra pas) s'est suicidé en Italie en février 2011.

### Février
- 13 février : votation fédérale sur l'initiative populaire « Pour la protection face à la violence des armes ».

### Avril
- 20 avril 2011 : décès de l'un des plus célèbres espions suisses Albert Bachmann (1929 - 2011), chef des services spéciaux du Groupe renseignements et sécurité, suspendu par Le Département militaire fédéral le 28 septembre 1979.
- 26 avril 2011 : après l'incendie d'une carrosserie à Viège en Valais, le feu s'est propagé sur la forêt protectrice surplombant la ville. Une centaine d'hectare de forêt a été détruite.
- 28 avril 2011 : décès de Erhard Loretan un alpiniste et guide de haute montagne suisse.

### Mai
- 13 mai 2011 : Solar Impulse, premier vol international du HB-SIA entre l'aérodrome militaire de Payerne (Suisse) et l’aéroport de Bruxelles (Belgique).

### Juin
- 9 juin 2011 : un train de marchandise du BLS brûle dans le Tunnel du Simplon. Aucun blessé.
- 14 juin 2011 : Solar Impulse quitte Bruxelles à 5 heures du matin pour rallier Paris et se poser à 21 heures 15 sur l'aéroport du Bourget.

### Juillet
- Du 10 au 16 juillet : Lausanne accueille la 14e World Gymnaestrada.

### Octobre
- 23 octobre : élections fédérales.

### Décembre
- 14 décembre : renouvellement intégral du Conseil fédéral.
- 16 décembre : entre Tavannes et Tramelan (nord du canton de Berne), un train déraille à la suite de la chute d'un arbre sur les voies.